# Косово поле
Косово поле (серб. Косово поље / Kosovo polje, алб. Fushë Kosovë) — межгорная котловина на Динарском нагорье. Местность на Косовом поле недалеко от Приштины известна как место крупной битвы сербских и османских войск в 1389 году. Поэтому, в более узком значении под Косовым полем иногда понимается место этой битвы.
К северу от Сербии расположен горный массив Копаоник, а к югу — Шар-Планина.
По названию местности получили название город, османский вилает и географический регион.

## Название
В приближённом переводе с сербского языка «Косово» означает «земля чёрных дроздов» (серб. кос переводится как «чёрный дрозд»). На албанском — Rrafshi i Kosovës или Fusha e Kosovës.

## Географическое описание
Располагается на территории географического региона Косово. Согласно конституции Сербии, регион Косово входит в состав Сербии как автономный край Косово и Метохия. Фактически Косово является частично признанным государством, территория которого Сербией не контролируется.
Котловина, расположенная на высоте 500—700 метров над уровнем моря, ограничена хребтами Копаоник на севере, и Шар-Планина на юге. Её длина составляет 84 км, а ширина доходит до 14 км. Представляет собой холмистую равнину, сложенную преимущественно древними озёрными и речными отложениями. Дренируется системой реки Ситница.
В котловине расположены города Приштина, Косовска-Митровица, Урошевац.

## Исторические сведения
На территории Косова поля сейчас стоит Газиместан — памятный знак.

## Города
- Приштина
- Косово-Поле (город)
- Косовска-Митровица
- Гньилане
- Урошевац

## В произведениях искусства
- Песня «Косово поле» группы «Кипелов»